# Elaphoglossum lagesianum
Elaphoglossum lagesianum är en träjonväxtart som beskrevs av Eduard Rosenstock. Elaphoglossum lagesianum ingår i släktet Elaphoglossum och familjen Dryopteridaceae. Inga underarter finns listade.